# Cerebrosidi
I cerebrosidi sono una categoria di glicolipidi (glicosfingolipidi).
Sono composti da una struttura base, comune a tutti i glicolipidi, il ceramide (N-acilsfingosina). Il ceramide è una molecola composta da sfingosina e da un acido grasso (acile) di entità variabile, ma che spesso nei cerebrosidi compare a 24C (es. Ac. ossinervonico). Contengono anche 1-2 zuccheri neutri legati al carbonio1 del ceramide.
Esempi di cerebrosidi sono: il galattosil- (tess. nervoso), glucosil- (tess. non nervosi) e talora lattosil-ceramidi.